# Euasteron raveni
Euasteron raveni är en spindelart som beskrevs av Baehr 2003. Euasteron raveni ingår i släktet Euasteron och familjen Zodariidae.
Artens utbredningsområde är Queensland. Inga underarter finns listade i Catalogue of Life.